# Giancarlo Giorgetti
Pour les articles homonymes, voir Giorgetti.
Giancarlo Giorgetti, né le 16 décembre 1966 à Cazzago Brabbia (province de Varèse), est un homme politique italien. 
Membre de la Ligue du Nord, il est secrétaire d'État à la présidence du Conseil des ministres dans le gouvernement de Giuseppe Conte du 1er juin 2018 au 5 septembre 2019 et ministre du Développement économique dans le gouvernement Draghi du 13 février 2021 au 22 octobre 2022. Il est depuis, ministre de l'Économie et des Finances dans le gouvernement Meloni.

## Biographie
Élevé dans les années 80 au sein du jeunes du MSI, au début des années 90, cependant, Giancarlo Giorgetti adhère et soutient la Lega Lombarda et la Lega Nord d’Umberto Bossi. Après avoir été conseiller municipal et assesseur de 1990 à 1995, lors des élections municipales en Lombardie de 1995, il est élu maire de Cazzago Brabbia, poste qu’il occupe pendant neuf ans, du 23 avril 1995 au 12 juin 2004,, étant réélu maire aux municipales lombardes de 1999 et de nouveau conseiller municipal en 2004.
Il devient président du groupe parlementaire de la Ligue du Nord à l'issue des élections générales italiennes de 2013. Il est également chargé des affaires étrangères du parti. 
Le 30 mars 2013, il est nommé par Giorgio Napolitano parmi les six « sages » qui doivent émettre des propositions en matière économique et sociale, en raison de l'indécision gouvernementale à la suite des élections de février.
Il est nommé en février 2021 ministre du Développement économique au sein du gouvernement de Mario Draghi.

### Positionnement
Proche des milieux d'affaires, il est l'un des représentants du courant le plus économiquement libéral de la Ligue du Nord. Sur les questions de politique extérieure, il est favorable à une forte proximité avec les États-Unis et à l'OTAN.
Il se prononce pour que son parti adopte un discours plus favorable à l'Union européenne et se rapproche du Parti populaire européen.